# فلي

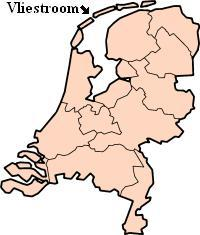
تيار فلي مشار إليه بالأسهم

فلي أو Vliestroom (تيار فلي) هو طريق بحري بين الجزر الهولندية فليلاند، عند شماله الشرقي وتيرشخيلينج، عند جنوبه الغربي.وكان الفلي مصب نهر آيسل في العصور الوسطى.